# Miriam Neels-Hansson
Miriam Neels-Hansson, född Wulff 11 oktober 1897 i Tyskland, död 25 september 1971 i Norge, var en norsk skådespelare.
Neels-Hansson var 1919 engagerad vid Stavanger Faste Scene. Hon gjorde sin första och enda filmroll i Leif Sindings Tante Pose (1940), där hon spelade Rakel.
Hon var gift med teaterchefen Leif Gunnar Neels-Hansson (1873–1967) och tillsammans fick de dottern, skådespelaren Thora Elisabeth Neels-Hansson, mer känd som Nøste Schwab.

## Filmografi
- 1940 – Tante Pose